# Faisal Abel
Faisal Abel Hasbún (Santo Domingo, 1º maggio 1944) è un ex cestista e allenatore di pallacanestro dominicano.

## Carriera
Da allenatore ha guidato la Rep. Dominicana ai Campionati del mondo del 1978.